# متحف الدينار الإسلامي
متحف الدينار الإسلامي أحد متاحف منطقة مكة المكرمة، وهوأول متحف بمكة المكرمة يهتم بالنقود الإسلامية، أسسه محمد بن عمر حسين نتو، يتكون المتحف من أربع قاعات هي قاعة المسكوكات والعملات وتحوي على عدد من القطع النقدية ذهبية وفضية ونحاسية بالإضافة إلى جميع الإصدارات النقدية للمملكة العربية السعودية، وقاعة المخطوطات والأسلحة وتحوي على عدد من المخطوطات في الحديث والتفسير واللغة العربية والوثائق التاريخية، وقاعة الآثار التاريخية وتحتوي على بعض الأحجار الشاهدية وبعض الأواني الفخارية، وقاعة التراث الشعبي وتحتوي على بعض الأواني المنزلية والأدوات والكراسي التي كانت تستخدم في مكة المكرمة قديما وبعض أجهزة الاستماع والراديو والهاتف والساعات القديمة.

## موقعة
يقع المتحف في حي الهجرة أمام جبل ثور، على الخط الدائري الذي يربط بين جدة ومكة المكرمة والطائف.

## وصلات خارجية
- متحف الدينار الإسلامي
- متحف الدينار الإسلامي
- ” 4 متاحف إسلامية تفتح أبوابها في مكة بمقتنيات جديدة